# André Cluytens
André Cluytens (Antwerpen, 26. ožujka 1905. – Pariz, 4. lipnja 1967.), belgijski dirigent 
Jedan od vodećih europskih dirigenata našega vremena započinje karijeru u Antwerpenu, da bi od 1944. godien u Parizu vodio operu. Od 1960. godine, direktor je Belgijskog nacionalnog orkestra u Bruxellesu. Gostuje posvuda u Europi i u Sjedinjenim Američkim Državama s mnogim orkestrima. Od 1855. do 1958. godine dirigira na Wagnerovim svečanim igrama u Bayreuthu.